# Une intime conviction
Pour les articles homonymes, voir Intime conviction (homonymie).
Pour plus de détails, voir Fiche technique et Distribution.
Une intime conviction est un film de procès dramatique français réalisé par Antoine Raimbault, sorti en 2019.
Ce film est centré sur le procès en appel de Jacques Viguier dans l'affaire Suzanne Viguier, auquel est ajoutée une part de fiction avec le personnage de Nora.

## Synopsis
Nora (Marina Foïs) a été jurée au procès de Jacques Viguier (Laurent Lucas), accusé du meurtre de son épouse, et elle est depuis persuadée de son innocence. Elle fait appel à un ténor du barreau, maître Éric Dupond-Moretti (Olivier Gourmet), pour prendre la défense de Viguier lors de son second procès en appel. Commence alors un combat contre l'injustice. Au fil du procès en appel, l'acharnement de Nora pour combattre une injustice vire à l’obsession.

## Fiche technique
- Titre original : Une intime conviction
- Réalisation : Antoine Raimbault
- Assistants-réalisateurs : 1) Pierrick Vautier / 2) Clémentine Castel
- Scénario : Antoine Raimbault, Isabelle Lazard et Karim Dridi
- Scripte : Isabelle Ribis
- Décors : Nicolas de Boiscuillé
- Costumes : Isabelle Pannetier
- Directeur de la photographie : Pierre Cottereau
- Montage : Jean-Baptiste Beaudouin, assisté de 1) Simon Burdet, 2) Jérôme Tanguy
- Musique : Grégoire Auger
- Son : Frédéric Meert
- Mixage : Alek Goosse
- Productrice : Caroline Adrian
- Production : Delante Productions et UMedia
- SOFICA : Cinéventure 3, Indéfilms 6, LBPI 11
- Distribution : Memento Films Distribution
- Tournage  3 novembre à décembre 2017 à Toulouse, Paris et aux Studios d'Épinay
- Pays d'origine :  France
- Langue originale : français
- Format : couleur ratio : 2,39:1
- Genre : Drame
- Durée : 110 minutes
- Dates de sortie :
  - France : 
    - 21 octobre 2018 (Montpellier)
    - 6 février 2019 (en salles)

  - Suisse : 13 février 2019

## Distribution
- Marina Foïs : Nora, cheffe cuisinière dans un brasserie (personnage fictif)
- Laurent Lucas : Jacques Viguier, l'accusé
- Olivier Gourmet : Éric Dupond-Moretti, avocat de Jacques Viguier
- Philippe Uchan : Olivier Durandet
- Steve Tientcheu : Bruno, cuisinier collègue et compagnon de Nora
- Léo Labertrandie : Félix, fils de Nora
- Armande Boulanger : Clémence Viguier, fille de Jacques Viguier, fait des cours particuliers de mathématiques à Félix
- Jean Benguigui : Francis Szpiner, avocat de la sœur cadette et de la demi-sœur de Suzanne
- François Fehner : Jacques Richiardi, président de la cour d'assises
- François Caron : Laurent de Caunes, avocat de la mère de Suzanne
- Philippe Dormoy : Patrice Davost, procureur général
- Jean-Claude Leguay : Guy Debuisson, avocat de la sœur cadette et de la demi-sœur de Suzanne
- Roger Souza : Jean Viguier, père de Jacques
- Julien Honoré : un allié de la famille Viguier
- India Hair : Séverine Lacoste
- Laurent Schilling : Robert Saby, commissaire divisionnaire de police
- Alexandre De Caro : Guillaume Viguier, fils de Jacques
- Adrien Rogé : Nicolas Viguier, fils de Jacques
- Pascal Galazka : le témoin joggeur
- Arnaud Pépin : Frédéric Mallon, commissaire de police
- Muriel Bénazéraf : Colette, témoin interrogé par Nora
- Thierry Calas : le patron de Nora et Bruno
- Alain Dumas : un habitué de la brasserie

## Accueil

### Accueil critique
En France, le site Allociné recense une moyenne des critiques presse de 4/5, et des critiques spectateurs à 4,1/5.
Première attribue la note de 4 pour ce film, et trouve que « Antoine Raimbault redessine les contours flous de l'affaire Suzanne Viguier et plonge Olivier Gourmet et Marina Foïs dans un film de procès implacable. » Télérama est du même avis « le film captive en s’attachant à la quête de vérité compulsive de cette justicière ordinaire. ».

### Box-office
- France : 402 470 entrées (15 mai 2019)[5]

### Demande d'interdiction de la poursuite de l'exploitation du film
L'un des protagonistes de l'affaire Suzanne Viguier, Olivier Durandet, avait demandé la fin de l'exploitation du film au motif que celui-ci serait « attentatoire à sa vie privée ». Cette demande a été rejetée par le tribunal de grande instance de Paris le 19 février 2019, le requérant étant en outre condamné à verser 8 500 € de dommages et intérêts à la société de production.